# Kleine zee-eik
De kleine zee-eik (Fucus spiralis) is een bruinwier.

## Beschrijving
De kleine zee-eik wordt 15 tot 20 cm centimeter lang en is gevorkt vertakt. De platte lamina (bladeren) van ongeveer 1 à 2 cm breed ontspringen vrijwel direct uit een hechtschijf en hebben een prominente middennerf. Het thallus heeft de neiging spiraalsgewijs te draaien (vandaar de naam Fucus spiralis), maar dit is geen betrouwbaar kenmerk. Er zijn geen gasblazen.
Deze soort lijkt op Fucus vesiculosus var. evesiculosus.

## Kleur
De normale kleur is olijfbruin.

## Voortplanting
De voortplantingsorganen vormen afgeronde zwellingen aan de uiteinden van de takken, gewoonlijk in paren, elk met een smal, plat en steriel randje.

## Biotoop
Hoog in het intergetijdengebied op rotsen, stenen en strandhoofden. Deze soort vormt daar een aparte band, net onder die van groefwier (Pelvetia canaliculata), maar boven blaaswier (Fucus vesiculosus).

## Verspreiding
Algemeen op de kusten van West-Europa, de Britse Eilanden, de Canarische Eilanden en de noordoostelijke kusten van Amerika.